# اگزوپپتیداز
اگزوپپتیدازنام آنزیمی از دسته پروتئازها می‌باشد که با شکستن پیوند پپتیدی آمینواسیدهای پایانی زنجیره پپتیدی، باعث پروتئین‌کافت می‌شود. آنزیم امینوپپتیداز در حاشیه پرزهای روده از انتهای آمینی پروتئین را تجزیه می کند و آنزیم کربوکسی پپتیداز مترشحه از پانکراس از انتهای کربوکسی پروتئین را تجزیه می کند.
این آنزیم در پانکراس تولید می‌شود و چون می‌تواند آمینواسیدهای پایانی را جداکند قادر است مونومرهای پروتئینی را ایجاد کند.